# Corel
Corel est une société éditrice de logiciels qui a son siège à Ottawa, au Canada.
L'entreprise a été fondée par Michael Cowpland en 1985 et était prévue pour être un laboratoire de recherches. Son nom vient de celui de son fondateur et est l'abréviation de COwpland REsearch Laboratory (Laboratoire de REcherche de COwpland).  La compagnie connait du succès dès le début des années 1990 pendant le grand boom de la haute technologie avec son produit CorelDRAW et devient du même coup la plus grande compagnie de logiciels au Canada.

## Histoire
En octobre 2000, Corel a annoncé qu'il formait ce qu'il a appelé « une alliance stratégique » avec Microsoft et que Microsoft investirait 135 millions d'USD dans Corel. 
En 2003, Corel est acquise par Vector Capital.
À l'automne 2004, Corel rachète la société Jasc Software.
En avril 2006, Vector Capital se défait de Corel dans le cadre d'une émission d'actions, qui évalue l'entreprise à 62 millions CAD. 
Le 2 mai 2006, Corel annonce l'acquisition de l'éditeur de WinZip.
Le 2 juillet 2012, Corel annonce le rachat à Avid Technology de sa gamme de produits vidéo grand public : Avid Studio, Pinnacle Studio, Avid Studio app pour iPad et dispositifs de capture Dazzle.

## Produits de Corel
- CorelDRAW - Logiciel de dessin vectoriel, produit le plus vendu de la compagnie, bien qu'il perde sa part du marché face à Adobe Illustrator. C'est aussi le nom de sa principale suite graphique.
- Corel PhotoPaint - Logiciel de dessin assisté par ordinateur en bitmap comparable à Adobe Photoshop.
- Corel Click & Create - Logiciel de création Multimédia sorti en 1996, repris de Klik & play, ancêtre de Multimedia Fusion et comparable à Macromedia Flash
- Corel Designer (en) - Autrefois concepteur de Micrografx, logiciel technique professionnel d'illustration.
- Corel Dream - Logiciel de modélisation 3D présent dans les suites CorelDRAW 7 et 8, mais abandonné par la suite.
- Corel R.A.V.E - Logiciel d'animation vectoriel permettant de créer des animations Flash.
- Corel Ventura (en) (ex Ventura Publisher) - Logiciel d'édition de bureau rétabli en 2002
- WordPerfect - Traitement de texte.
- Corel KnockOut - Plugin.
- XMetaL (en) - éditeur de code XML.
- Corel Linux (en) - Distribution Linux basée sur Debian.  Le code source a été vendu à Xandros en 2001.
- Corel Painter - Logiciel simulant les différentes méthodes de dessin et peinture manuel(le), spécialement conçu pour être utilisé avec une tablette graphique.
- Bryce - Logiciel pour créer des paysages 3D. Vendu à DAZ Productions en 2004.
- Corel Paint Shop Pro - Programme d'édition d'image.
- Corel Xara (en) - Logiciel de dessin vectoriel avec, entre autres, la possibilité de gérer l'anticrénelage et la transparence.
- Corel VideoStudio (en) - Logiciel de montage vidéo et de gravure de DVD. Il existe en plusieurs variantes (pro, ultimate, etc.)
- Corel Office - Se veut une alternative moins chère et moins lourde de Microsoft Office. Inclut WordPerfect.

## Sources
1. ↑  « https://www.crn.com/news/channel-programs/18842610/crn-interview-corel-ceo-amish-mehta.htm »
2. ↑  « https://www.corel.com/uk/pdfs/press/143.pdf »
3. ↑  « https://www.geekwire.com/2019/canadian-software-company-corel-acquired-kkr-less-year-buying-parallels/ » (consulté le 4 juillet 2019)
4. ↑  Corel complète son financement et acquiert WinZip de Vector Capital, La Presse canadienne, 2 mai 2006